# 421-й армійський артилерійський полк (СРСР)
421-й армі́йський артилері́йський полк (пізніше 106-й гварді́йський артилері́йський Гдиньський ордена Суворова 3-го ступеня полк) — радянське військове формування в часи Другої Світової війни.
Сформований на базі 421-го протитанкового артилерійського полку в кінці листопада 1941 року на станції Шолья Камбарського району Удмуртії. Укомплектований за рахунок поповнення із запасу, які поступили з районних військкоматів Удмуртської та Башкирської республік, Пермської та Челябінської областей. В січні 1942 року полк поступив в діючу 4-у ударну армію Північно-Західного фронту в районі Осташково Калінінської області. 4-6 лютого зайняв бойовий порядок в районі міста Веліж Смоленської області і його околиць, взяв участь в боях за його оволодіння.
В червні 1943 року полк перетворений в 106-й гвардійський артилерійський, став називатись «Гдинським». В жовтні формується 27-а гвардійська артилерійська бригада Калінінського фронту. В її склад увійшов і артилерійський полк. Бригада підтримувала вогнем стрілецькі частини 11-ї гвардійської армії, яка вела наступ південніше міста Невель, а потім уздовж залізниці Вітебськ-Невель. В лютому 1944 року бригада підтримувала наступ 4-ї ударної армії на місто Вітебськ, в березні — на місто Ідриця, в липня — на підступах до міста Полоцьк, потім — Бреслау, в жовтні — на Мемель та Лібаву. В перші місяці 1945 року полк підтримував наступальні частини на залізниці Лібава-Мітава. В складі 27-ї гвардійської артилерійської бригади полк пройшов 2140 км, з них з боями 1152 км, придушив 458 артилерійських батарей, 93 мінометних батарей, 16 установок реактивних мінометів, 185 вогневих точок, знищив 130 автомашин, 68 танків, разом із стрілецькими частинами відбив 76 контратак, знищив більше 5250 німців. В бригаді згинула велика кількість радянських вояків — на кінець війни в живих лишилось лише до 100 чоловік. Всі вони нагороджені орденами і медалями.
Нагороджений орденом Суворова III ступеня.